# Llaços de sang
Llaços de sang (títol original en francès Les Liens de sang) és una pel·lícula policíaca dirigida per Claude Chabrol estrenada el 1978 i doblada al català.

## Argument
A Montreal, una noia es refugia un vespre en una comissaria de policia coberta de sang i conta una història embolicada.

## Repartiment
- Donald Sutherland: Carella
- Aude Landry: Patricia
- Lisa Langlois: Muriel
- Laurent Malet: Andrew
- Stéphane Audran: Sra. Lowery
- Walter Massey: M. Lowery
- Micheline Lanctôt: Mrs Carella
- Donald Pleasence: James Doniac